# 中村勘九郎 (6代目)
六代目 中村 勘九郎（ろくだいめ なかむら かんくろう、1981年〈昭和56年〉10月31日 - ）は、歌舞伎役者、俳優。屋号は中村屋。定紋は角切銀杏、替紋は丸に舞鶴。歌舞伎名跡「中村勘九郎」の当代。本名は波野 雅行（なみの まさゆき）。
東京都出身。ファーンウッド所属。公称身長174cm・体重65kg・血液型O型。好きな色：なす紺 → 黒 → 緑。好きな食べ物：寿司。

## 来歴
父は十八代目中村勘三郎、弟は二代目中村七之助。父方の祖父は十七代目中村勘三郎で、母方の祖父は七代目中村芝翫。父方の伯母は女優の波乃久里子。六代目尾上菊五郎は父方の母方の曽祖父で、大伯父（大叔父）は七代目尾上梅幸、二代目尾上九朗右衛門、二代目大川橋蔵。寺島しのぶと五代目尾上菊之助と二代目尾上右近は再従兄弟にあたる（祖父母同士が兄弟）。九代目中村福助と八代目中村芝翫は母方の叔父にあたる。六代目中村児太郎と四代目中村橋之助は母方の従兄弟にあたる。
妻は女優の前田愛。義妹は女優の前田亜季。
1986年1月、歌舞伎座『盛綱陣屋』の小三郎役として初お目見得。翌1987年1月、歌舞伎座『門出二人桃太郎』の兄の桃太郎役として二代目中村勘太郎襲名初舞台。2012年2月、新橋演舞場で父の前名の「中村勘九郎」を六代目として襲名。
青山学院初等部・中等部卒業、高等部を中退し堀越高等学校に転校、卒業。東洋大学中退。
2017年2月の『二月大歌舞伎』にて長男・七緖八が自身の初名である「中村勘太郎」を3代目として、次男・哲之が「中村長三郎」を2代目としてそれぞれ襲名して初舞台を踏んだ。
2019年、NHK大河ドラマ『いだてん〜東京オリムピック噺〜』で金栗四三役として主演、父・中村勘三郎が5代目中村勘九郎時代の1999年に『元禄繚乱』で主役を演じており、親子二代での主演となった。親子での大河ドラマ主演は、緒形拳（太閤記・峠の群像）と緒形直人（信長 KING OF ZIPANGU）以来2組目である。
2021年開催の2020年東京オリンピックでは聖火リレーの最終ランナーとして、東京都の「到着式」の聖火皿に点火を行った（※国立競技場の聖火台ではない）。
2022年2月、コクーン歌舞伎『天日坊』に主演していたが、同月25日に公演関係者が体調不良を訴え、公演中止。同月28日に新型コロナウイルスに感染したことが公表された。

### 初舞台向け1986年のイベント
歌舞伎座・1987年1月「江戸歌舞伎三百六十年 猿若祭初春大歌舞伎」公演の筋書きP.51-53に、以下全ての紹介があった。
- 4月23日　中村勘太郎・中村七之助 初舞台記者会見
- 9月27日　岡山県岡山市吉備津神社にて、舞台成功祈願及び鳴釜神事
- 9月28日　香川県高松市女木島（鬼ヶ島）を訪問し、鬼が住んでいたと言われている洞窟を見学。また高松市役所にも訪問し、市長と面会。
- 10月21日　『門出二人桃太郎』の拵えをしてPR用スチール撮影
- 10月24日　猿若祭として浅草寺仲見世お練り及び懇親会（父方の祖父・十七代目中村勘三郎、母方の祖父・七代目中村芝翫、父・五代目中村勘九郎(当時)、伯父・二代目澤村藤十郎が幼い兄弟と共に練り歩いた）
- 12月3日　初舞台挨拶廻り（フジテレビ）
- 12月8日　歌舞伎座劇場前にて、猿若祭初春大歌舞伎の切符前売り初日御挨拶

## 人物
視力が悪く、舞台以外では眼鏡をかけることもある。
妻・前田愛とは、テレビドラマ『光の帝国』（NHK総合）での共演をきっかけに交際を通じて、結婚した。
趣味は漫画を読むことで、後に実写で出演する銀魂もファンだった。単行本よりも週刊誌をリアルタイムで読むことに感動するという。父仕込みでTVゲームのファンである。
銀魂の出演に於いて自身が演じた近藤勲役は「二枚目も三枚目も出来て誰も思いつかないけど誰もが納得する俳優」という条件で探していたところ、小栗旬の推薦で中村に決定した。中村本人も銀魂ファンで実写で演じるなら近藤役と思っており、図らずも銀魂出演のオファーに関する連絡を小栗直々に受けたところ、配役を聞く前に「俺、ゴリラでしょ？」と返した。なお、近藤のある意味見せ場である全裸シーンの撮影に於いて特殊加工ではなく実際に全裸で臨んでおり、裸で竹刀を振る姿を見た柳楽優弥が堪え切れず笑ってしまい4回連続でNGを出すなど話題に事欠かない現場だったが、それも含め役に対する一切妥協のない姿勢を小栗からは「役者魂」と称賛されている。
若手の歌舞伎役者仲間で趣味の「歌舞伎ダーツクラブ」を作っている。リーダーは、二代目中村勘太郎(のち六代目中村勘九郎）。メンバーは、四代目中村梅枝・二代目尾上松也・四代目中村種太郎（のち四代目中村歌昇）・中村壱太郎・坂東新悟など（※2010年当時）。
女性アイドルが好き。10代の頃はモーニング娘。特に市井沙耶香の熱心なファンで、市井の卒業ライブに昼夜通いつめた様子がDVDに映り込んでいる。市井の卒業以降はアイドルから離れていたが、2016年頃からアイドルグループの欅坂46（特にゆいちゃんず）と日向坂46のファンとなる。過去には歌舞伎の中に欅坂46ネタを入れたこともある。日向坂46の推しメンバーは富田鈴花。

## 受賞歴

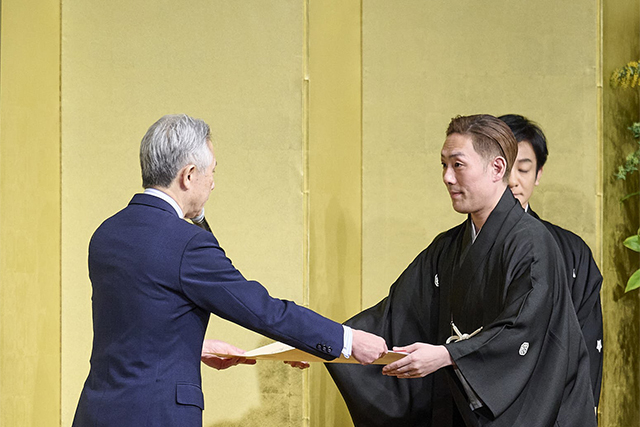
2024年、芸術選奨新人賞を受賞

- 1990年〈平成02年〉12月 - 松竹社長賞（『供奴』奴波平役に対して）[24][25]
- 2001年〈平成13年〉12月 - 第11回日本映画批評家大賞 新人賞[26]
- 2003年〈平成15年〉04月 - 平成15年度真山青果賞 新人賞
- 2009年〈平成21年〉02月 - 第16回読売演劇大賞 杉村春子賞[27][28]
- 2009年〈平成21年〉09月 - 重要無形文化財（総合認定／第十二次）に認定され伝統歌舞伎保存会会員となる[29]。
- 2010年〈平成22年〉03月 - 第26回浅草芸能大賞 奨励賞（2009年度）[30][31]
- 2012年〈平成24年〉03月 - 第33回松尾芸能賞 新人賞[32][33]
- 2013年〈平成25年〉02月 - 第20回読売演劇大賞 最優秀男優賞[34][35]
- 2013年〈平成25年〉04月 - 第4回岩谷時子賞 奨励賞[36][37][38]
- 2014年〈平成26年〉04月 - 第39回菊田一夫演劇賞 演劇賞[39][40][41][42]
- 2015年〈平成27年〉05月 - 第1回森光子の奨励賞 ※弟の中村七之助と受賞[43]
- 2019年〈平成31年〉02月 - 平成30年度スターの手型顕彰[44][45][46]
- 2024年〈令和6年〉02月 - 第74回芸術選奨新人賞 演劇部門（『大江山酒呑童子』ほか[47][48]）。
- 2025年〈令和7年〉02月 - 第32回読売演劇大賞 優秀男優賞[49]

## 出演

### テレビドラマ
- 時間ですよふたたび 第6話（TBSテレビ、1987年） - とおる 役
- 金曜ドラマシアター→金曜エンタテイメント 旅は道連れ世は情けねェ!（フジテレビ、1992年2月14日 - 1994年11月4日）- 八代鉄平 役
- 豊臣秀吉 天下を獲る!（テレビ東京、1995年） - 日吉 役
- 光の帝国（NHK総合、2001年） - 倉沢泰彦 役
- 大河ドラマ（NHK総合）
  - 新選組!（2004年） - 藤堂平助 役
  - いだてん〜東京オリムピック噺〜（2019年） - 主演・金栗四三 役（阿部サダヲとW主演）
  - どうする家康（2023年） - 茶屋四郎次郎 役[50]
- 女の一代記 第一話・瀬戸内寂聴（フジテレビ、2005年） - 木下涼太 役
- そうか、もう君はいないのか（TBSテレビ、2009年） - 城山三郎 役
- オトコマエ!2（NHK総合、2009年） - 浜田弥次郎 役
- 時計屋の娘（TBSテレビ、2013年） - 若き日の秋山 役
- おやじの背中 第4話・母の秘密（TBSテレビ、2014年） - 麻倉慎介 役
- 赤めだか（TBSテレビ、2015年12月28日） - 5代目中村勘九郎 役[51]
- 忠臣蔵狂詩曲 No.5 中村仲蔵 出世階段（NHK BSプレミアム・BS4K、2021年12月4日・11日） - 主演・初代 中村仲蔵 役[52]

### 映画
- ターン（2001年、平山秀幸監督) - 泉洋平 役
- 禅 ZEN（2009年、高橋伴明監督） - 道元 役
- 清須会議（2013年、三谷幸喜監督） - 織田信忠 役
- 真田十勇士（2016年、堤幸彦監督） - 猿飛佐助 役[53]
- 銀魂（2017年7月14日、福田雄一監督） - 近藤勲 役[54]
  - 銀魂2 掟は破るためにこそある（2018年8月17日）

### Webドラマ
- 銀魂 -ミツバ篇-（2017年、dTV） - 近藤勲 役[55]
  - 銀魂2 -世にも奇妙な銀魂ちゃん-（2018年8月17日、dTV）[56]

### 劇場アニメ
- 劇場版ポケットモンスター ココ（2020年12月25日、矢嶋哲生監督） - ザルード 役[57]

### ラジオドラマ
- ぼんくら・日暮らし（2005年10月 - 2006年3月、ABCラジオ） - 総一郎 役

### ラジオ番組
- 彬子女王のオールナイトニッポンPremium（2025年4月21日、ニッポン放送）[58]

### 現代劇・時代劇
- NODA・MAP第10回公演 走れメルス-少女の唇からはダイナマイト！（シアターコクーン、2004年12月3日 - 2005年1月30日、野田秀樹演出） - スルメ 役
- おくりびと（赤坂ACTシアター、2010年5月29日 - 6月6日、G2演出）- 小林大悟 役
- ろくでなし啄木（池袋・東京芸術劇場、2011年1月7日 - 23日 及び 大阪・シアターBRAVA!、同年1月27日 - 2月13日 及び 天王洲 銀河劇場、同年2月17日 - 26日、三谷幸喜作・演出） - テツ 役[59][60][61]
- さらば八月の大地（新橋演舞場、2013年11月1日 - 25日、山田洋次演出） - 張凌風 役
- 真田十勇士（青山劇場、2014年1月7日 - 2月2日、堤幸彦演出） - 猿飛佐助 役
  - 真田十勇士（再演、新国立劇場中劇場、2016年、堤幸彦演出） - 猿飛佐助 役[53]
- 新宿梁山泊 第77回公演「おちょこの傘持つメリー・ポピンズ」（花園神社境内 特設紫テント、2024年6月15日 - 25日、金守珍演出）[62]

### テレビ番組
- 人気者でいこう!（ABCテレビ、2000年12月12日）
- VS嵐（フジテレビ、2011年4月28日）
- 鶴瓶の家族に乾杯（NHK総合、2011年10月17日、24日）
- A-Studio（TBSテレビ、2012年2月17日）
- 第63回NHK紅白歌合戦（NHK総合・ラジオ第1、2012年12月31日） - 審査員
- ジョブチューン アノ職業の秘密ぶっちゃけます!（TBSテレビ、2013年4月27日） - ゲスト
- 天才の軌跡〜神のごとき芸術家ミケランジェロ〜（BS-TBS、2013年9月21日） - ナビゲーター
- にほんごであそぼ（NHK Eテレ、2014年3月31日-）※長男・七緒八も出演
- 欅って、書けない?（テレビ東京、2018年3月12日） - VTRゲスト
- MGCマラソングランドチャンピオンシップ〜東京五輪代表選考レース 女子〜（2019年9月15日、NHK総合（TBSテレビ（男子）と共同中継））
- 人生最高レストラン（TBSテレビ、2021年10月16日）
- ぽかぽか（フジテレビ、2023年2月21日）
- スゴ技!仕事人発掘イツザイさん! 〜勘九郎がゆく!東海道新幹線&リニアのヒミツSP!〜（フジテレビ、2024年10月5日）

### ドキュメンタリー
- 世界遺産（TBSテレビ、2006年5月7日 - 2008年3月23日） - ナレーション
- 課外授業 ようこそ先輩・大竹しのぶ（NHK総合、2010年9月12日） - ナレーション
- にっぽん歴史街道（BS-TBS、2011年4月8日 - 2012年9月27日） - 旅人・語り
- Vメシ!JAPAN（フジテレビ / BSフジ、2012年4月1日 - 2015年3月） - ナレーション
- 美しい日本に出会う旅〜勘九郎街道をゆく（BS-TBS、2012年10月3日 - 2015年3月25日） - 旅人・語り
- テレビ未来遺産「中村勘九郎〜親子の宿命〜」（TBS、2015年5月4日） - ナビゲーター
- ファミリーヒストリー「中村屋 挑戦の原点」（NHK総合、2019年2月11日）

### CM
- ロッテ「チョコパイ」「クレープアイス」 - いずれも幼少時に弟と出演
- ヱビスビール（2013年／2019年「ニッポンを映す金屏風」篇／2020年「金のコク」篇）[63][64]
- ブラザー工業「PRIVIO」（2014年） - 弟・七之助と出演
- アサヒ飲料「おいしい水 六甲 / 富士山」（2016年）
- リーブ21（2016年） - 弟・七之助と出演[65]
- スクウェア・エニックス「ドラゴンクエストXI 過ぎ去りし時を求めて」（2017年「楽しみにしすぎる人々」篇） - 弟・七之助と共演[66]。
- Sky株式会社「SKYMENU」商品CM「口上」篇（2023年7月31日 - [67]）- 父子3人でのCM初共演。

### その他
- システィーナ礼拝堂500年祭記念 ミケランジェロ展 天才の軌跡（国立西洋美術館、2013年） - 音声ガイド
- 劇場の灯を消すな！Bunkamuraシアターコクーン編 松尾スズキプレゼンツ アクリル演劇祭（2020年7月5日、WOWOWライブ）

## 著書
- 『歌舞伎の名セリフ - 粋で鯔背なニッポン語』（光文社、2002年） ISBN 978-4-334-00744-7
- 『ボクらの時代 自分を「美しく」見せる技術』藤原竜也・髙橋大輔共著（扶桑社、2008年） ISBN 978-4-594-05727-5